# Давид II (Эфиопия)
Давид II, до коронации Либнэ Дынгыль, после — титул Анбаса Сегад, в пер. перед кем склоняются львы (геэз ዳዊት, 1497 — 2 сентября 1540) — император (негус) Эфиопии в 1508—1540 годах из Соломоновой династии.

## Биография
Сын императора Наода I и его супруги Могасы. В одиннадцатилетнем возрасте взошёл на престол Эфиопии. До 1516 года страной правила регент — вдовствующая императрица Елена, поддерживавшая активные связи с португальцами. Давид также воспитывался португальцами. В 1520 году посольство этой страны посетило императорский двор, однако Давид, недооценивая возможности сотрудничества с европейскими христианскими державами, проводил политику ограничения связей с Португалией.
Не заручившись её поддержкой, император вступил в вооружённый конфликт с соседним мусульманским султанатом Адал, получавшим помощь от турок и арабских племён южной Аравии. После первых успехов в 1516—1517 годах, когда Давид II разгромил войско Адала, а его султан Махфуз погиб — последовали сокрушительные поражения, когда в султанате Адал к власти пришёл энергичный и талантливый полководец Ахмед ибн Ибрагим аль-Гази, объявивший в 1529 году Эфиопии «священную войну» (джихад). Поражениям войск Давида II способствовало также отсутствие у него артиллерии, подобной переданной Адалу турками и активно применявшейся мусульманами. В результате почти вся Эфиопия была оккупирована врагом, император же бежал на север страны, где и скончался. Лишь наследовавшему Давиду II императору Клавдию удалось к 1559 году, при помощи призванных на помощь португальцев, разгромить мусульман и изгнать их из Эфиопии.